# Deutsche Eishockey-Meisterschaft 1938/39
Die Deutsche Eishockey-Meisterschaft 1939 war die 23. Austragung dieser Titelkämpfe.

## Vorrunde
Für die Vorrunde wurden die Sportgaue in fünf Gruppen eingeteilt. Je nach Stärke konnte jeder Bereich unterschiedlich viele Mannschaften in die Zwischenrunde entsenden. Die Spiele fanden vom November 1938 bis Januar 1939 statt.

### Gruppe Ost
Die Gruppe Ost bestand aus dem Sportgau 1, Ostpreußen. Sie konnte einen Teilnehmer entsenden, der in einer Einfachrunde ausgespielt wurde.
|    |                       | Sp | S | U | N | Tore  | TD  | Punkte |
| -- | --------------------- | -- | - | - | - | ----- | --- | ------ |
| 1. | Rastenburger SV 08    | 3  | 3 | 0 | 0 | 17:04 | +13 | 6:0    |
| 2. | VfK Königsberg        | 3  | 2 | 0 | 1 | 14:07 | +07 | 4:2    |
| 3. | VfB Königsberg        | 3  | 1 | 0 | 2 | 10:15 | −05 | 2:4    |
| 4. | SC Preußen Insterburg | 3  | 0 | 0 | 3 | 04:19 | −15 | 0:6    |

### Gruppe Nord
Die Gruppe Nord bestand aus den Sportgauen 2 bis 8. Die acht Teilnehmer kamen aber alle aus Berlin und Hamburg. Sie spielten in zwei Gruppen. Insgesamt drei Mannschaften qualifizierten sich für die Zwischenrunde: die Gruppensieger und der Sieger des Spiels der beiden Gruppenzweiten.
Gruppe A
|    |                           | Sp | S | U | N | Tore  | TD  | Punkte |
| -- | ------------------------- | -- | - | - | - | ----- | --- | ------ |
| 1. | Berliner Schlittschuhclub | 3  | 2 | 0 | 1 | 44:04 | +40 | 4:2    |
| 2. | BFC Preussen Berlin       | 3  | 2 | 0 | 1 | 20:05 | +15 | 4:2    |
| 3. | SC Brandenburg Berlin     | 3  | 2 | 0 | 1 | 18:07 | +11 | 4:2    |
| 4. | Harvestehuder THC Hamburg | 3  | 0 | 0 | 3 | 01:67 | −66 | 0:6    |

Abkürzungen: Sp = Spiele, S = Siege, U = Unentschieden, N = Niederlagen, TD = Tordifferenz
Gruppe B
|    |                            | Sp | S | U | N | Tore  | TD  | Punkte |
| -- | -------------------------- | -- | - | - | - | ----- | --- | ------ |
| 1. | Zehlendorfer Wespen Berlin | 3  | 3 | 0 | 0 | 18:01 | +17 | 6:0    |
| 2. | LTTC Rot-Weiß Berlin       | 3  | 1 | 1 | 1 | 07:03 | +04 | 3:3    |
| 3. | Altonaer SV Hamburg        | 3  | 1 | 1 | 1 | 02:05 | −03 | 3:3    |
| 4. | Hamburger ELV 1891         | 3  | 0 | 0 | 3 | 00:18 | −18 | 0:6    |

Abkürzungen: Sp = Spiele, S = Siege, U = Unentschieden, N = Niederlagen, TD = Tordifferenz
Spiel um Platz 3
| Januar 1939 | BFC Preußen | 1:2 | LTTC Rot-Weiß Berlin |  |

### Gruppe West
In die Gruppe West waren die Sportbereiche 9 bis 13 (Westfalen, Niederrhein, Mittelrhein, Hessen, Südwest) eingeteilt. Es qualifizierten sich zwei Mannschaften für die Zwischenrunde.
| 4. Dezember 1938 | EV Westfalen Dortmund | (0:4) 0 | Krefelder EV |  |

| 9. Dezember 1938 | Düsseldorfer EG | 1:2 0 | Krefelder EV |  |

| 18. Dezember 1938 | Krefelder EV | 2:0 (0:0, 1:0, 1:0) | EV Westfalen Dortmund |  |

Beim ersten Spiel gegen Dortmund setzte Krefeld unerlaubterweise Kanadier ein, das Spiel wurde daher wiederholt. Das Spiel zwischen Düsseldorf und Krefeld wurde nicht mehr ausgetragen, beide Mannschaften waren für die Zwischenrunde qualifiziert.

### Gruppe Süd
Die Gruppe Süd bestand aus den Sportgauen 14 bis 16 (Baden, Württemberg-Hohenzollern und Bayern).
Es qualifizierten sich:
- SC Riessersee
- EV Füssen

Weitere Teilnehmer waren:
- HG Nürnberg
- EC Bad Tölz
- TEV Miesbach

### Gruppe Süd-Ost
Die Gruppe Süd-Ost bestand aus den Mannschaften der Ostmark (Sportgau 17), also des ehemaligen Österreichs nach dem Anschluss an das Deutsche Reich im März 1938. Die drei Teilnehmer spielten in einer Doppelrunde zwei Teilnehmer für die Zwischenrunde aus.
|    |                   | Sp | S | U | N | Tore  | TD  | Punkte |
| -- | ----------------- | -- | - | - | - | ----- | --- | ------ |
| 1. | EK Engelmann Wien | 4  | 2 | 2 | 0 | 11:03 | +08 | 6:2    |
| 2. | Klagenfurter AC   | 4  | 0 | 1 | 3 | 07:11 | −04 | 3:5    |
| 3. | Wiener EV         | 4  | 0 | 1 | 3 | 06:10 | −04 | 3:5    |

## Zwischenrunde

### Gruppe A
| 15. Januar 1939 | EK Engelmann Wien Ertl, Ball | 1:2 (0:1, 1:1, 0:1) | Berliner Schlittschuhclub Franz Csöngei | Berlin |

| 3. März 1939 | LTTC Rot-Weiß Berlin | 2:2 n. V. 0 | ESV Füssen | Berlin |

| 5. März 1939 | LTTC Rot-Weiß Berlin | 2:4 (0:3, 1:1, 1:0) | Rastenburger SV 08 | Berlin |

| 7. März 1939 | Berliner Schlittschuhclub | 3:2 n. V. (1:0, 0:1, 1:1, 1:0) | LTTC Rot-Weiß Berlin | Berlin |

| 11. März 1939 | EK Engelmann Wien Oskar Nowak Hubert Tschammler Otto Voit | 3:0 (1:0, 0:0, 2:0) | ESV Füssen | Wien |

| 16. März 1939 | EK Engelmann Wien | 5:0 Wertung (Berlin trat nicht an) | LTTC Rot-Weiß Berlin | Wien (geplant) |

| 19. März 1939 | Berliner Schlittschuhclub | 0:2 (0:0, 0:1, 0:1) | Rastenburger SV 08 | Königsberg |

| 24. März 1939 | Rastenburger SV 08 | 1:2 (0:1, 0:1, 1:0) | ESV Füssen | Berlin |

| 26. März 1939 | EK Engelmann Wien Oskar Nowak Otto Voit | 2:0 (1:0, 1:0, 0:0) | Rastenburger SV 08 | Berlin |

| 26. März 1939 | Berliner Schlittschuhclub | 2:0 (1:0, 1:0, 0:0) | ESV Füssen | Mannheim |

|    |                           | Sp | S | U | N | Tore  | Punkte |
| -- | ------------------------- | -- | - | - | - | ----- | ------ |
| 1. | EK Engelmann Wien         | 4  | 3 | 0 | 1 | 11:02 | 6:2    |
| 2. | Berliner Schlittschuhclub | 4  | 3 | 0 | 1 | 07:05 | 6:2    |
| 3. | Rastenburger SV 08        | 4  | 2 | 0 | 2 | 07:06 | 4:4    |
| 4. | ESV Füssen                | 4  | 1 | 1 | 2 | 04:08 | 3:5    |
| 5. | LTTC Rot-Weiß Berlin      | 4  | 0 | 1 | 3 | 06:14 | 1:7    |

Abkürzungen: Sp = Spiele, S = Siege, U = Unentschieden, N = Niederlagen

### Gruppe B
| 11. Februar 1939 | Krefelder EV | 2:3 (0:1, 1:1, 1:1) | Klagenfurter AC | Berlin oder Krefeld |

| 14. Februar 1939 | SC Riessersee | 2:0 (0:0, 1:0, 1:0) | Klagenfurter AC | Garmisch |

| 18. Februar 1939 | Düsseldorfer EG | 5:0 Wertung 2:1 (0:1, 1:0, 1:0) | Krefelder EV | Mannheim |

| 18. Februar 1939 | SC Riessersee | 2:0 (1:0, 0:0, 1:0) | Zehlendorfer Wespen | Berlin |

| 20. Februar 1939 | Düsseldorfer EG | 1:2 n. V. 0 | Zehlendorfer Wespen | Berlin |

| 25. Februar 1939 | Düsseldorfer EG | 1:1 n. V. (0:0, 0:1, 1:0, 0:0, 0:0, 0:0) | SC Riessersee | Düsseldorf |

| 4. März 1939 | Zehlendorfer Wespen | 1:2 (1:0, 0:1, 0:1) | Klagenfurter AC | Wien |

| 8. März 1939 | SC Riessersee | 4:1 (1:0, 1:1, 2:0) | Krefelder EV | München |

| 10. März 1939 | Düsseldorfer EG | 6:2 (2:1, 3:1, 0:0) | Klagenfurter AC | München |

| 12. März 1939 | Zehlendorfer Wespen | 4:2 0 | Krefelder EV |  |

|    |                     | Sp | S | U | N | Tore  | Punkte |
| -- | ------------------- | -- | - | - | - | ----- | ------ |
| 1. | SC Riessersee       | 4  | 3 | 1 | 0 | 09:02 | 7:1    |
| 2. | Düsseldorfer EG     | 4  | 2 | 1 | 1 | 13:05 | 5:3    |
| 3. | Zehlendorfer Wespen | 4  | 2 | 0 | 2 | 07:07 | 4:4    |
| 4. | Klagenfurter AC     | 4  | 2 | 0 | 2 | 07:11 | 4:4    |
| 5. | Krefelder EV        | 4  | 0 | 0 | 4 | 05:16 | 0:8    |

Abkürzungen: Sp = Spiele, S = Siege, U = Unentschieden, N = Niederlagen
Der SC Riessersee wurde nachträglich wegen unsportlichen Verhaltens disqualifiziert, womit der Tabellendritte in die Endrunde aufrückte. Über den Anlass der Disqualifikation geben die Quellen widersprüchliche Auskunft. Karas bezieht sich auf das Spiel gegen die DEG (1:1) und ergänzt noch, dass ein Spieler lebenslang gesperrt worden sei.
Müller ordnet das unsportliche Verhalten einem anderen Turnier (Dreistädtewettkampf Berlin-München-Wien) zu.

## Finalturnier
Die Halbfinal- und Finalspiele fanden im Berliner Sportpalast statt.

### Halbfinale
| 7. April 1939 | Berliner Schlittschuhclub Liner G. Jaenecke | 2:1 n. V. (1:0, 0:1, 0:0, 1:0) | Düsseldorfer EG H. Orbanowski | Sportpalast, Berlin |

| 7. April 1939 | Zehlendorfer Wespen | 0:9 (0:3, 0:3, 0:3) | EK Engelmann Wien O. Nowak (4) A. Heim (2) H. Schneider (2) H. Tatzer | Sportpalast, Berlin |

### Spiel um Platz 3
| 9. April 1939 | Zehlendorfer Wespen | 0:1 (0:0, 0:1, 0:0) | Düsseldorfer EG | Sportpalast, Berlin |

### Finale
| 10. April 1939 | Berliner Schlittschuhclub | 0:1 (0:0, 0:0, 0:1) | EK Engelmann Wien Hans Schneider | Sportpalast, Berlin Zuschauer: 8.000 |

Das entscheidende Tor erzielte Hans Schneider 17 Sekunden vor Ablauf der Spielzeit.

### Meistermannschaft
Die Mannschaft des EK Engelmann Wien bestand aus den Spielern Josef Wurm, Franz Csöngei, Aribert Heim, Hans Tatzer, Oskar Nowak, Hans Schneider, Hubert Tschammler, Otto Voit und Franz Zehetmayer.